# イオカステーコンプレックス
イオカステーコンプレックス（英：Jocasta complex）は、母親の息子に対する近親相姦的、性的欲求である。エディプスコンプレックスに類似した概念として、スイスの精神分析家レイモン・ド・ソシュールにより、1920年に提示された。実の息子エディプスと結婚したイオカステーに因んで命名されている。エディプス的な近親相姦願望は母親の願望でもあるという。映画『怪人カリガリ博士』に登場するジェーンの、息子に対する愛着が、イオカステーコンプレックスとも言えると指摘されている。
21世紀に入ってからは、「マザコン」「ファザコン」「ロリコン」との対比で「息子コンプレックス」、略して「ムスコン」とも呼ばれ出している。